# Famille de Mello
Pour l’article homonyme, voir Maison de Dammartin.
La famille de Mello est une famille de la chevalerie française du Moyen Âge qui possédait en fief la terre de Mello. Par mariage, une branche acquit le comté de Dammartin et prit alors le nom de Dammartin.

## Premiers seigneurs
Le premier seigneur est un Gilbert de Mello, mort après le 25 février 1084, qui eut pour enfants :
- Yves de Mello
- Dreux de Mello, seigneur de Mello, tige de la branche aînée
- Aubry de Mello (~1080 - † ~1112), comte de Dammartin, tige de la branche cadette
- Guy de Mello

## Branche aînée

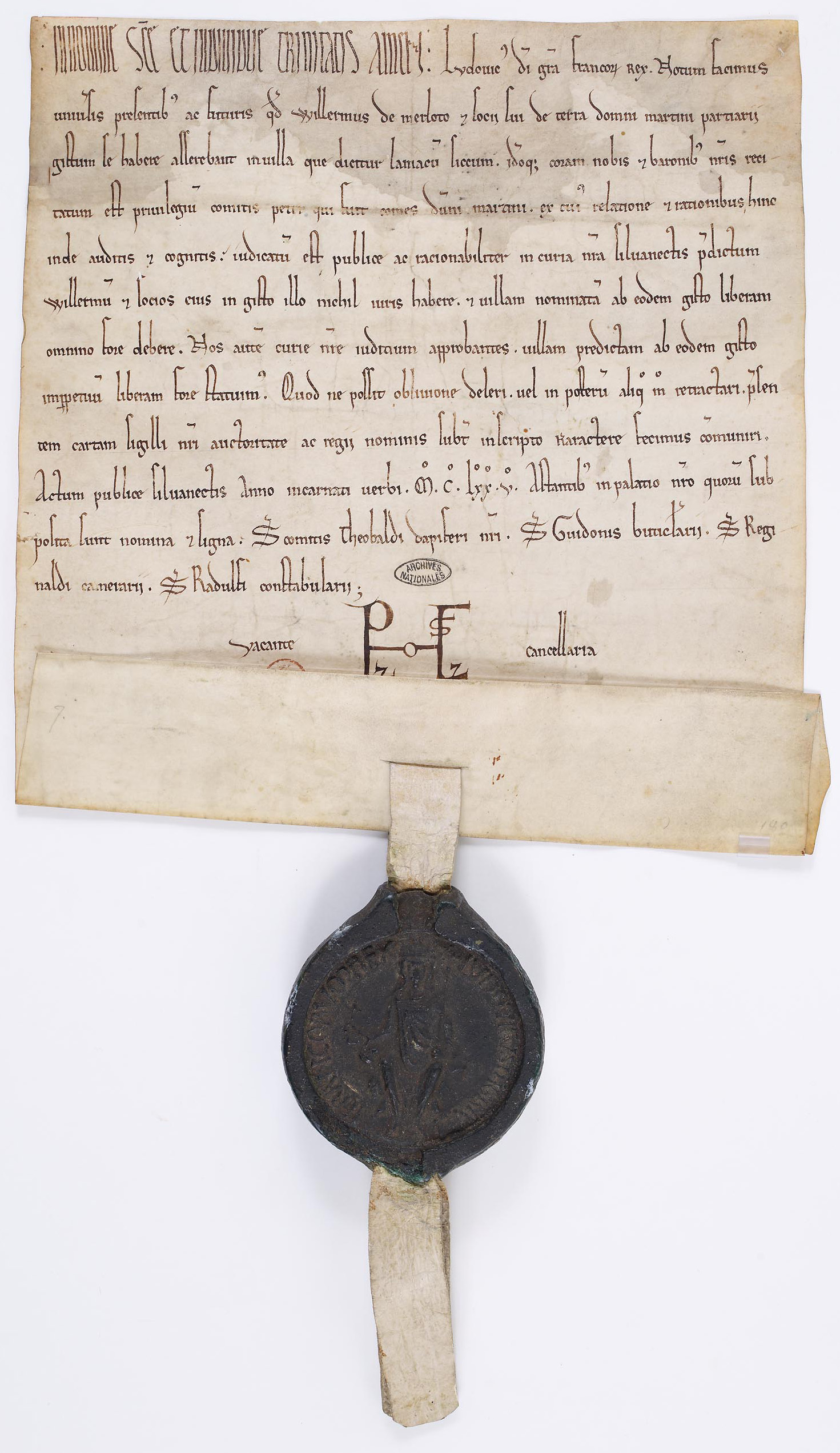
Arrêt de la cour du roi Louis VII qui exempte le village de Lagny-le-Sec du droit de gîte, que Guillaume de Mello et les possesseurs de la terre de Dammartin prétendaient y exercer, 1175. Archives nationales de France.

## Branche cadette (seconde famille de Dammartin)

### XIesiècle-XIIIesiècle
- Gilbert de Mello (1045 - †?) ;
- Alberic II de Mello (1075 - 1103), seigneur de Dammartin, fils du précédent ;
- Aubri Ier ou Alberic Ier de Mello (~1080 - † ~1112), épouse Aelis de Dammartin, héritière de la Maison de Dammartin-Montdidier[1],[N 1]. Aubri reprend le comté de Dammartin, n'ayant plus de représentants de la Première Maison en France.

- Aubri II ou Albéric de Dammartin (~1100-1102 - †~1183), comte de Dammartin, Grand chambrier de France, fils du précédent[1],[N 1].

Aubri II de Dammartin semble faire partie des fidèles du roi. En 1180/1181, il est envoyé par le roi Philippe Auguste de France à la tête d’une délégation auprès du roi d’Angleterre. Il participe, au côté du roi, aux opérations contre le comte Philippe de Flandre, durant lesquelles le château de Dammartin est pris et le comte Aubri fait prisonnier : « 1182, Principes autem ejus (comitis Flandriae), ut leonem catuli, circuibant regionem regis, audactes euntes per arte Silvanectum, depopulando usque in villam quae dicitur Lovres non multum distans a civitate Parisiensi, ceperuntque Albericum comitem de Danmartin super lectum suum, et captus ad comitem Flandriae adduxerunt. ».
- Aubry III ou Alberic III de Dammartin (~1135 à Dammartin-en-Goële[réf. nécessaire] - † 19 septembre 1200 à Lillebonne[2] ou Londres[réf. nécessaire]), comte de Dammartin, seigneur de la Ferté-Alais[2] et de Lillebonne (mort à Lillebonne et enterré à l'abbaye de Jumièges), est le fils d'Albéric de Dammartin, comte de Dammartin. Il épouse vers 1164 Mahaud ou Mathilde ou encore Mathilda de Clermont-en-Beauvaisis de Ponthieu, née à Ponthieu en Picardie en 1138, morte après octobre 1200, fille du Comte Renaud II de Clermont-en-Beauvaisis, et de Clémence de Bar.

La première mention d’Aubry III en tant que comte de Dammartin est une charte de 1162 par laquelle il confirme tous les biens tenus par l’abbaye de Chaalis sur le comté de Dammartin le jour où l’investiture du comté lui a été donnée par le roi Louis VI de France,. Cette abbaye avait déjà fait l’objet de donations de la part de Renaud de Clermont qui se présentait en comte de Dammartin en 1138. D’après la charte de 1162, Aubri III a reçu l’investiture du comté des mains du roi. En effet, même si Renaud de Clermont faisait office de comte de Dammartin en tant que mari de Clémence de Bar, le roi avait conservé le château comme l’indique une charte de 1176. Appartenant au lignage des Dammartin, Aubri pouvait prétendre à ce comté. À la mort du comte Renaud de Clermont, le roi le lui confie. Certainement pour dédommager Clémence de Bar des droits qu’elle possédait sur le comté, il marie Aubri III, le nouveau comte de Dammartin avec Mathilde, fille de Renaud de Clermont et de Clémence de Bar.
En 1186, le roi de France fait la paix avec le comte de Flandre et commence à s’opposer au roi Henri II d'Angleterre. Il semble alors que les Dammartin, père et fils, passent au service de ce dernier puisqu’ils réapparaissent dans les comptes de l’échiquier anglais pour le Norfolk et le Suffolk.
Il est difficile de comprendre l’attitude des Dammartin : veulent-ils agrandir leurs possessions en Angleterre ? Aubri a-t-il mal digéré sa captivité chez le comte de Flandre et veut se venger du roi de France ou se met-il au service du plus puissant selon lui ? Il est difficile de répondre à ces questions. Dans tous les cas, ce choix amène leur perte et surtout le destin le plus tragique dans la famille des Dammartin : Renaud, connu pour être le traître de Bouvines.
Aubry III eut pour enfants :
- Renaud († 1227)
- Raoul, cité en 1199 et en 1206.
- Simon († 1239)
- Aélis de Dammartin, mariée à Jean Ier, châtelain de Trie
- Agnès de Dammartin, mariée à Guillaume de Fiennes
- Clémence de Dammartin, mariée à Jacques de Saint-Omer

- Dreux II de Mello (? - † après 1136), seigneur de Mello[3], avait un frère Martin, chanoine de Notre-Dame de Paris et fondateur de la collégiale de Mello en 1103 ; et une sœur ? épouse de Yves de Beaumont comte de Beaumont-sur-Oise.
- Dreux III de Mello (avant 1136 - † après 1153), seigneur de Mello et de Saint-Bris[4].
- Dreux IV de Mello (~1138 - † 1218), seigneur de Saint-Bris, se croisa et partit avec Philippe Auguste pour la Terre Sainte en 1191. Le roi le récompensa pour son courage et ses faits d'armes par la charge de Connétable de France, puis en 1204[5] par les seigneuries de Loches et de Châtillon-sur-Indre, prises au roi d'Angleterre[6].
- Guillaume de Mello (? - † 1248), seigneur de Saint-Bris, dit le jeune et le pacifique, prisonnier avec Matthieu de Marly et d'autres seigneurs au combat de Vexin-François (1198) entre Philippe Auguste et Henri II[7].
- Dreux de Mello (? - † 1250), seigneur de Brechart, se croisa et partit en Terre Sainte en 1248 avec le roi, référencé pour le règlement de l'héritage de son oncle sur les possessions de (châteaux, terres, villes de) Loches et Chatillon-sur-Indre[8].
- Guillaume II de Mello († peu après 1284), seigneur d'Espoisse et de Givry, frère de Dreux, ils furent connus pour un partage et le paiement de redevances au roi enregistrés en 1284 à la Pentecôte, il mourut peu après[7];

## Armoiries
La branche aînée de la famille portait : d'or, à deux fasces de gueules, accompagné de neuf merlettes du même en orle.
La branche cadette de Dammartin portait pour armoiries fascé d'argent et d'azur à la bordure de gueules. Il est dit que le fascé représente les armoiries des premiers comtes de Dammartin, et que la bordure est une brisure des Mello. Cette assertion est malheureusement fausse, car les plus anciennes armoiries n'étant attestées qu'à partir du milieu du XIIe siècle, les premiers comtes de Dammartin n'ont pas pu avoir d'armoiries. Le fascé représente peut-être le motif de leur bannière, mais rien ne permet de l'affirmer. D'autre part, on se demande pourquoi, alors que la branche cadette reprit le nom de l'ancienne famille de Dammartin, elle se crut obligée de briser l'écu des Dammartin plutôt que de le reprendre inchangé.

Branche aînée (sires de Mello) : d'or, à deux fasces de gueules, accompagnées de neuf merlettes du même en orle
Branche cadette (comtes de Dammartin) : burelé d'argent et d'azur de six pièces à la bordure de gueules
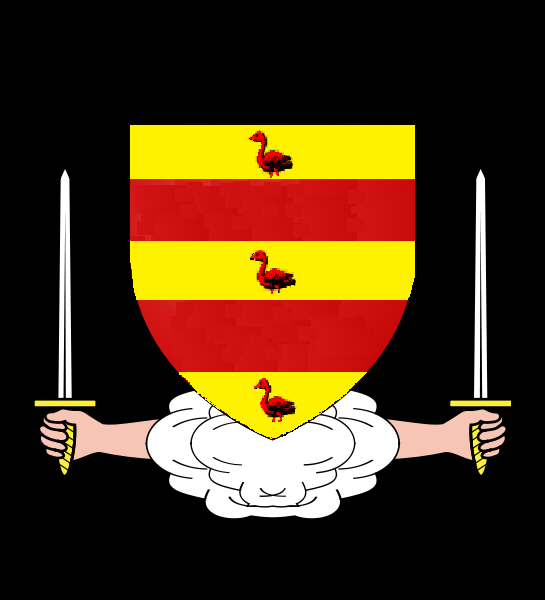
Dreux IV de Mello connétable de France
Isabelle de Mello : « Parti, au 1e d'or (sable) semé de billettes de sable (d'or), au lion du même, armé et lampassé de gueules, brochant sur le tout » , qui est de Beaujeu-Montpensier ; « au second d'or à deux fasces de gueules, accompagnées d'un orle de merlettes du même, qui est de Mello[10]. »